# Asparagus filicinus
Asparagus filicinus — вид рослин із родини холодкових (Asparagaceae).

## Біоморфологічна характеристика
Дводомна трава. Коротке кореневище з м'ясистими набряклими пучкоподібними коренями до 120(200) см. Стебло прямовисне, трав'янисте, неозброєне. Кладодіїв 4–6(8) у кожному пучку, лінійні, 3–15(20) × 0.6–1 мм, плоскі. Квітки обох статей поодинокі чи парні, в пазухах. Квітконіжки тонкі, 1–2 см, суглобові. Чоловічі квітки: оцвітина біла, кремова чи зеленувата, 2.5–3.5 мм завдовжки. Жіноча квітка: оцвітина 2 мм. Ягода насичено-червоно-чорна, у діаметрі 5–6 мм.

## Середовище проживання
Росте в Індії, Пакистані, Бутані, Китаї, М'янмі, Таїланді.

## Використання
Корінь — потужний сечогінний засіб, використовується при холері та ревматизмі.